# هاندشوهایم
هاندشوهایم (به فرانسوی: Handschuheim) یک کمون در فرانسه با جمعیت ۳۰۶ نفر است که در Canton of Truchtersheim واقع شده‌است.